# NFC візитка
NFC візитівки або NFC візитки — це пристрої, що мають Near-field communication чип, в більшості випадків це Mifare Classic 1K або аналоги, та записану на них інформацію, що веде до оприлюднення контактних даних власника. Наразі NFC найбільш сучасна альтернатива звичайним Візитівкам. NFC візитки спрацьовують на відстані 2-5 см від телефону.
NFC візитівки можуть бути у таких форм факторах:
- Карка з NFC чипом, має вигляд звичайної пластикової картки, може бути металевою чи зробленою з дерева. Більшість таких візитівок мають персональний QR-код, що дублює посилання. Картку з NFC можна впізнати по наявності іконки хвиль, див. на фото.

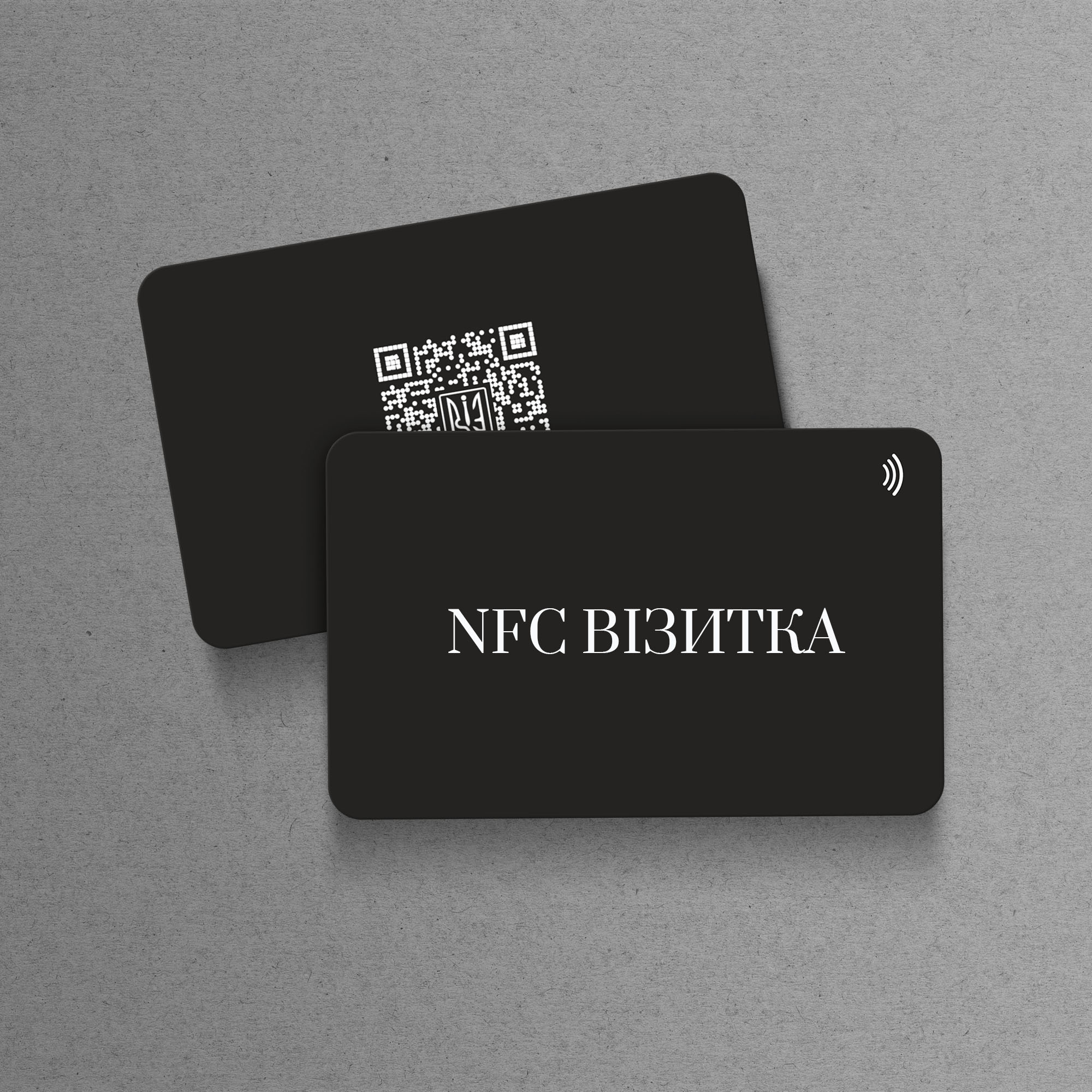

- Наліпка з NFC. NFC чип зроблений у вигляді наліпки може бути різних форм, кольорів. Для використання NFC наліпки як візитки використовують наліпки зроблені з епоксидної смоли та спеціальним «екраном» для захисту від перешкод. Така * наліпка наліплюється на телефон, чохол або інший предмет.

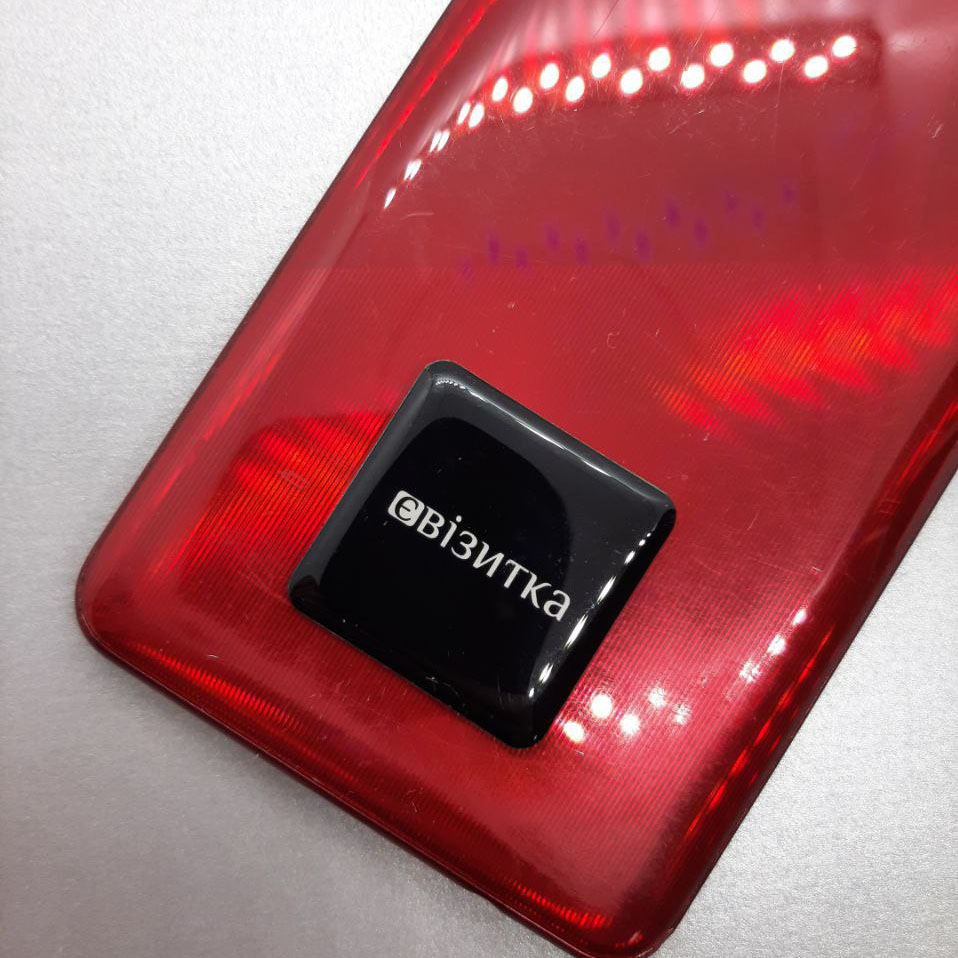

- Інші пристрої. Наприклад виконувати функцію візитки може і кільце з чипом NFC.

Основна функція NFC візитки — передавати контактні дані користувача.
Ще може робитись такими шляхами:
- Прошивається посилання на онлайн візитку користувача.

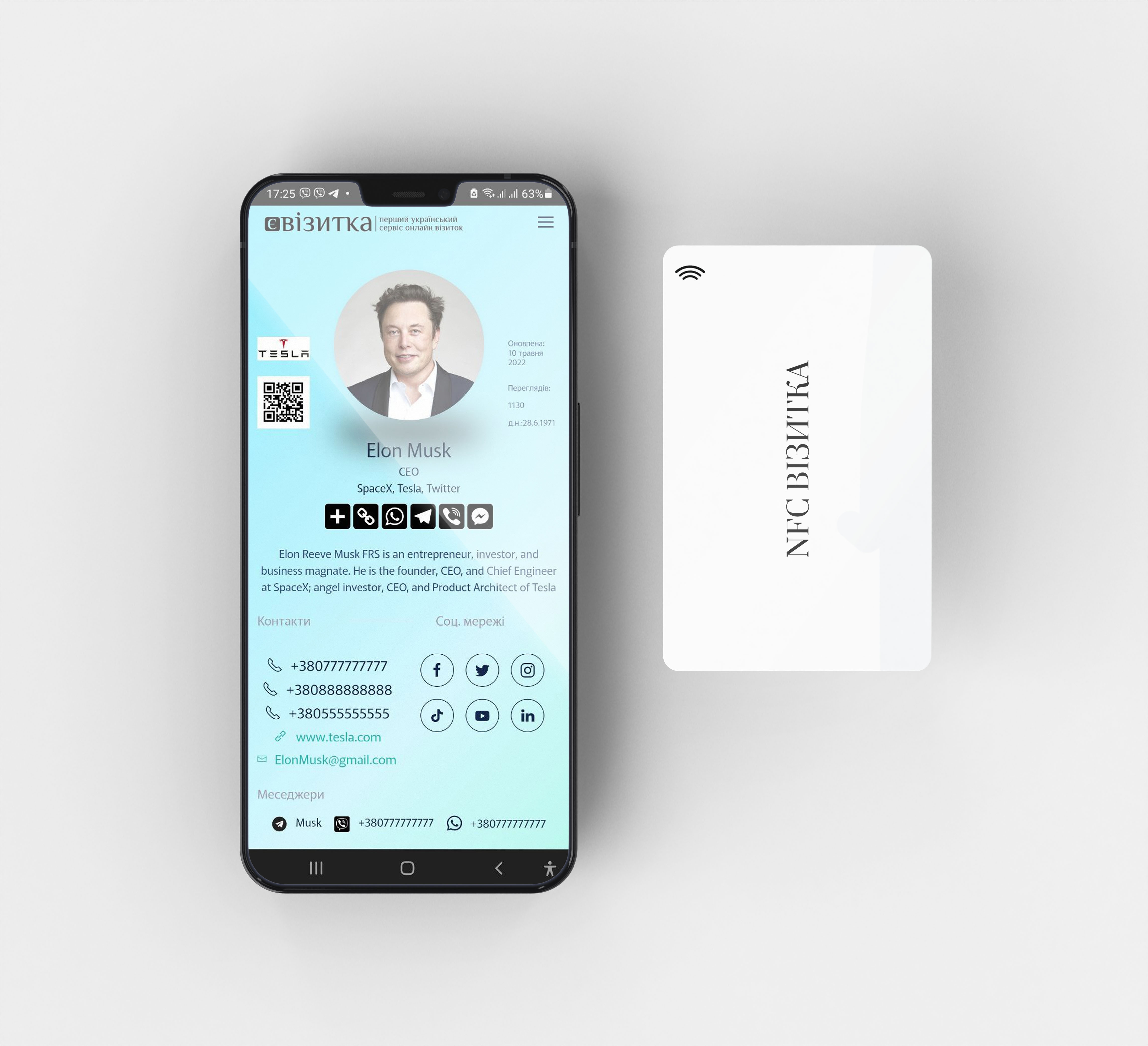

- У чип записується посилання на сайт або соц.мережу користувача
- У чип записується посилання на файл формату vCard

Переваги NFC візиток над звичайними:
- Довговічність, така візитка майже вічна
- Всепогодність
- Безконтактний спосіб передачі інформації мінімізує поширення вірусів, що чудово себе відчувають на паперовій поверхні звичайних візиток, наприклад Коронавірусна хвороба 2019
- Сучасність: якщо NFC візитка налаштована правильно, то користувач може миттєво передавати контакти з можливістю їх збереження одразу у пам'ять телефону

Основна перевага NFC візиток над паперовими це не потрібність друкувати кожен раз нові візитки, якщо змінюються контакти користувача, крім того, зникає потреба вручну переписувати інформацію з візитки у пам'ять телефона — NFC візитка дозволяє це робити автоматично та без помилок.